# Aussie Open
Aussie Open est une équipe de catcheurs Heel, composée de Kyle Fletcher (né le 24 décembre 1998 à Sydney) et de Mark Davis (né le 20 août 1990 à Queensland). Le duo travaille actuellement à la All Elite Wrestling, la New Japan Pro Wrestling et la Ring of Honor.

## Carrière

### Formation au Royaume-Uni (2017–2019)
Le 7 juillet 2017 à ATTACK! Fun The Police de l'ATTACK Pro Wrestling, ils effectuent leurs débuts en équipe, ainsi que leur premier match ensemble en battant Bowl-A-Rama (Lloyd Katt et Splits McPins). La semaine suivante à Lucha Forever Lucha Loco Uno de la Lucha Forever, ils ne remportent pas les titres par équipe de la CZW, battus par CCK (Chris Brookes et Kid Lykos). 2 soirs plus tard à ATTACK! The Neon Wristlock de l'ATTACK! Pro Wrestling, ils deviennent les nouveaux champions par équipe d'ATTACK! en prenant leur revanche sur leurs mêmes adversaires, remportant les premiers titres par équipe de leurs carrières. 
Le 20 octobre à ATTACK! Bodyslams And Control And Money And Power de la même fédération, ils perdent face aux Brothers of Obstruction (Jim et Leigh Obstruction) dans un 3-Way Tag Team match, qui inclut également Bowl-A-Rama (Lloyd Katt et Splits McPins), ne conservant pas leurs titres et mettant fin à un règne de 105 jours. Le lendemain soir à IPW Fight de la International Pro Wrestling United Kingdom, ils battent The Collective (James Castle et Sammy Smooth) dans un match sans enjeu. Le 10 novembre à HOPE Evolution 53: I Always Kinda Sorta Wished I Looked Like Elvis de la HOPE Wrestling, ils deviennent les nouveaux champions par équipe de HOPE en battant les Alpha Brothers (Johnny et Ricky Alpha), remportant leurs seconds titres par équipe de leurs carrières. 
Le 18 février 2018 à Defiant Chain Reaction 2018 de la Defiant Wrestling, l'équipe IPW:UK (Austin Aries, Mark Haskins, No Fun Dunne et eux) perd face à celle de Defiant (BT Gunn, Martin Kirby, Primate, Rampage et Travis Banks) dans un Winner Takes All 10-Man Elimination Tag Team match. Le lendemain soir à Defiant #12 de la même fédération, ils deviennent les nouveaux champions par équipe de Defiant en battant Jimmy Havoc et Primate, remportant leurs troisièmes titres par équipe de leurs carrières. Le 19 mars à Defiant Lights Out 2018, ils conservent leurs titres en battant BT Gunn, Joe Coffey, Jimmy Havoc et Mark Haskins dans un 3-Way Tag Team match. Une semaine plus tard à Defiant Road To No Regrets 2018, ils perdent le match revanche face à la seconde équipe dans la même stipulation, qui inclut également la première, ne conservant pas leurs titres et mettant fin à un règne de 35 jours.
Le 28 avril à Defiant No Regrets 2018, ils redeviennent champions par équipe de Defiant en prenant leur revanche sur Jimmy Havoc et Mark Haskins, remportant les titres pour la seconde fois. 
Le 7 juillet à HOPE Evolution 66: Still We Sing With Our Heroes, 33 Rounds de la HOPE Wrestling, ils perdent face à CCK (Chris Brookes et Kid Lykos), ne conservant pas leurs titres par équipe de HOPE et mettant fin à un règne de 239 jours. Le 20 juillet à HOPE Evolution 67: I Can't Move On And I Can't Stay The Same, ils ne remportent pas les ceintures par équipe, battus par Team Mad (Chase Williams et Danny Mayhem) dans un Fatal 4-Way Tag Team match, qui inclut également les anciens champions CCK et le Filthy Club (Jack Sexsmith et Robert Sharpe). Le 30 septembre à PROGRESS Chapter 76: Hello Wembley! de la PROGRESS Wrestling, ils deviennent les nouveaux champions par équipe de PROGRESS en éliminant The 198 (Morgan Webster et Wild Boar) et Grizzled Young Veterans (James Drake et Zack Gibson) dans un Thunderbastard match, remportant leurs quatrièmes titres par équipe de leurs carrières.

### Apparition à la New Japan Pro Wrestling (2019–...)
Lors de Royal Quest, ils effectuent leurs débuts à la New Japan Pro Wrestling et perdent contre Guerrillas of Destiny (Tama Tonga et Tanga Loa) pour les IWGP Tag Team Championship.

#### The United Empire (2021-...)
Lors de High Stakes, ils rejoignent Will Ospreay pour attaquer Shota Umino et les Young Guns (Ethan Allen et Luke Jacobs), devenant ainsi les nouveaux membres de The United Empire,.
Ils participent ensuite au tournoi pour couronner les premiers Strong Openweight Tag Team Champions qu'ils remportent en battant Christopher Daniels et Yuya Uemura en finale.
Lors de Sakura Genesis 2023, ils battent Bishamon et remportent les IWGP Tag Team Championship. Lors de Capital Collision 2023, ils battent The Motor City Machine Guns dans un Three Way Match qui comprenaient également Hiroshi Tanahashi et Kazuchika Okada et remportent les Strong Openweight Tag Team Championship pour la deuxiéme fois.

### All Elite Wrestling (2022–...)

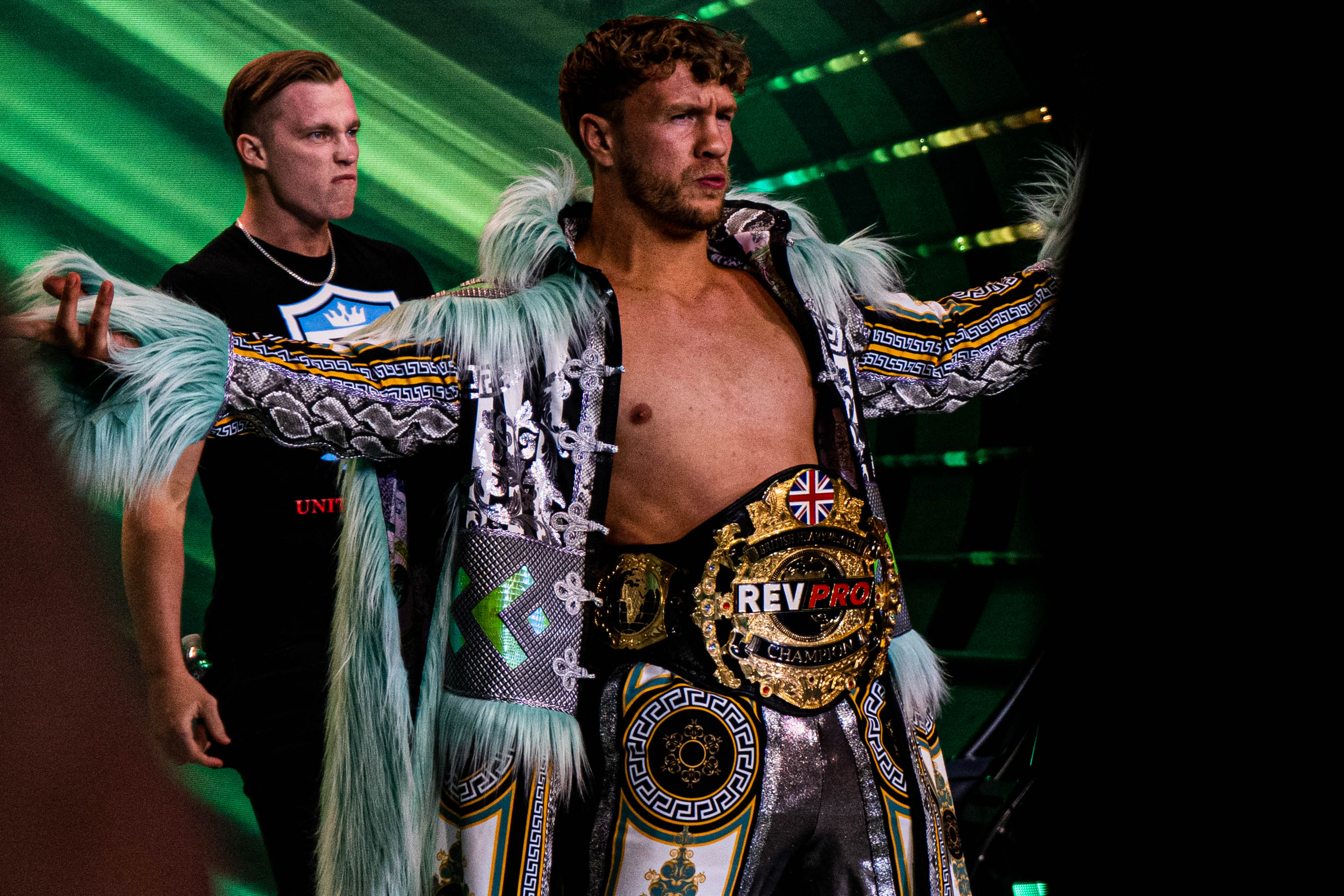
Fletcher (à droite) accompagnant Will Ospreay à AEW × NJPW: Forbidden Door, le 26 juin 2022.

Le 10 juin à Rampage, ils font équipe avec Will Ospreay et perdent contre FTR et Trent Beretta. Le 22 juin à Dynamite, ils perdent contre Chaos (Orange Cassidy, Rocky Romero et Trent Beretta).
Le 24 août à Dynamite, ils battent Death Triangle (The Lucha Brothers (Penta El Zero Miedo et Rey Fénix) et PAC) dans le premier tour du tournoi pour déterminer les premiers AEW World Trios Champions. Le 31 août à Dynamite, ils sont éliminés du tournoi à la suite de leur défaite contre The Elite (Kenny Omega et Matt Jackson et Nick Jackson).

### Impact Wrestling (2022–2023)
Lors de l'émission d'Impact du 8 septembre 2022, ils effectuent leurs débuts en battant le Bullet Club (Ace Austin et Chris Bey).

## Palmarès
- ATTACK! Pro Wrestling
  - 7 fois ATTACK! 24:7 Championship – Kyle Fletcher (4) et Mark Davis (3)
  - 2 fois ATTACK! Tag Team Championship

- DEFIANT Wrestling
  - 2 fois Defiant Tag Team Championship

- ATTACK! Pro Wrestling
  - 7 fois ATTACK! 24:7 Championship – Kyle Fletcher (4) et Mark Davis (3)
  - 2 fois ATTACK! Tag Team Championship

- New Japan Pro Wrestling
  - 1 fois IWGP Tag Team Championship
  - 2 fois Strong Openweight Tag Team Championship

- HOPE Wrestling
  - 9 fois HOPE 24/7 Hardcore Championship – Kyle Fletcher (4) et Mark Davis (5)
  - 1 fois HOPE Tag Team Championship

- Over The Top Wrestling
  - 1 fois OTT Tag Team Championship

- Progress Wrestling
  - 1 fois PROGRESS Tag Team Championship

- Revolution Pro Wrestling
  - 2 fois RPW British Tag Team Championship

- Ring of Honor
  - 1 fois ROH World Tag Team Championship (actuel)

- Westside Xtreme Wrestling
  - 2 fois wXw World Tag Team Championship

## Récompenses des magazines
- Wrestling Observer Newsletter

| # | Résultat | Adversaire                                                                    | Évènement                   | Date             | Durée | Lieu                             | Notes |
| - | -------- | ----------------------------------------------------------------------------- | --------------------------- | ---------------- | ----- | -------------------------------- | --- |
| 1 | Victoire | Death Triangle (The Lucha Brothers (Penta El Zero Miedo et Rey Fénix) et PAC) | AEW Dynamite #151           | 24 août 2022     | 25:22 | Wolstein Center, Cleveland, Ohio | Il s'agit d'un match par équipe de six comptant dans le tournoi pour déterminer les premiers AEW World Trios Champions. Ils faisaient équipe avec Will Ospreay. |
| 2 | Défaite  | FTR (Cash Wheeler et Dax Harwood)                                             | NJPW Royal Quest II - Tag 1 | 1er octobre 2022 | 31:59 | Londres, Angleterre              | Il s'agit d'un match par équipe pour les IWGP Tag Team Championship détenu par FTR.                                                                             |